# 祁答院氏
祁答院氏（けどういんし）は、日本の氏族のひとつ。相模国渋谷氏の庶流で、薩摩国発祥の一族。薩摩国伊佐郡祁答院（現・鹿児島県薩摩郡さつま町および薩摩川内市祁答院町）を本貫地とした。

## 経歴

### 薩摩下向と続く養嗣子
祖は桓武平氏秩父氏で、相模国渋谷荘を領し渋谷氏を名乗った一族。当主渋谷重国の長子である渋谷光重が、本貫地である渋谷荘を長男の重直に与え、次男から六男には宝治合戦の恩賞として与えられた薩摩国の領地をそれぞれに分与、三男の吉岡重保には祁答院を与えた。宝治2年（1248年）に他の兄弟らともども薩摩国へ下向、その地名を称したのが祁答院氏の始まりとなる。なお祁答院氏と固定されるまで、吉岡・恩馬・柏原・平川などの名字を称しているが、系図上は重保を初代に数える。
重保は最初、柏原（現：鶴田町）へ館を築き柏原氏を称した。この地に館を築いた理由は、同じ渋谷一族である東郷氏が本貫地であるはずの東郷に館を築かなかったのと同様、在地郡司である大前氏（おおくまし）が一帯に大きな勢力を有していたからである。大前氏と祁答院氏は対立を深くし、この戦乱で重保の嫡男朝重が戦死している。大前氏が滅びると祁答院氏はその拠点の一つである虎居城に入り、以後ずっとここを本拠とした。また、この地を領していた大前氏の分家も祁答院氏を称していたが、没落すると時吉氏を称するようになった。
初代重保が亡くなるとその跡目は養子の重尚が継いだ。重尚は重保の長兄渋谷重直の子である。重保に嫡男の朝重以外の男子がいなかったわけではなく、次男の惟重がいたのだがなぜか惟重は中津川氏を継いでいる。また2代重尚の跡目も、重尚に実子将重がいたにもかかわらず、惟重の子（一説に惟重の弟）の重松が継いでいる。その重松の跡目である4代行重も養嗣子で、武蔵国荏原郡大森の領主大森頼郷の子で、祁答院氏に養育され最初は中津川氏を継いだが、重松に男子なくその養嗣子となったものである。

### 南北朝期の混乱
南北朝時代、九州探題として今川貞世（了俊）が九州へ下向すると、祁答院氏は他の渋谷一族である東郷氏、鶴田氏、入来院氏、高城氏と共に幕府方についた。ただし、渋谷一族内部は必ずしも足並みが揃っておらず、永和3年/天授3年（1377年）の了俊による南九州国人一揆参加の求めに祁答院氏や東郷氏の一族が応じる反面、入来院氏など応じない者もまたあった。またこの頃、7代重茂は出水の豪族大重悪四郎の軍勢を撃退し、さらに下城（現・宮之城町）を奪い勢力を拡大している。
明徳2年（1392年）、南北朝は合一されるが守護島津氏が総州家と奥州家とに分かれて対立に及ぶ。渋谷一族もこの争いに巻き込まれ、祁答院氏、東郷氏、入来院氏、高城氏は総州方に、鶴田氏は奥州方にと分かれて争い始めた。この争いにより重茂の次男重義が討ち死にしている。争いはやがて総州家が優勢となり、応永8年（1401年）に鶴田氏が没落、渋谷一族は四氏となった。以後、渋谷一族は領主権維持のため奥州家と総州家の間を渡り歩くようになった。それが落ち着きを見せるのは、総州家が奥州家に降伏した頃で、以降守護職は奥州家が相続すると決した。しかし、永享4年（1432年）に守護島津忠国が日向国山東の伊東氏攻略に失敗すると、渋谷一族を中心とした国人らによる国一揆が勃発、一揆は一時的に収束するが文安年間の初め頃に再び蜂起する。ただし、一揆は守護方により鎮圧され、渋谷一族は断絶の憂き目を見ぬよう島津氏に従う道を選んだ。

### 島津氏との協調と対立
長禄3年（1459年）9代徳重の頃、虎居城の傍の川内川で徳重の娘が侍女と共に入水する事件が起こる。これは一説に、娘が父の行状を諌めるための自殺ともされる。
文明8年（1476年）1月、島津宗家11代守護の忠昌に対し、薩州島津家の島津国久ならびに豊州島津家の島津忠廉が肥後国の相良氏や菱刈氏と結託し反乱に及ぶと、渋谷一族は守護方についた。しかし島津内部の混乱は常に敵と味方が入れ替わる状況であり、文明16年（1484年）10代重慶が東郷氏・入来院氏・菱刈氏・北原氏と島津氏征伐のために結託し領地を大隅国の姶良方面にまで広げたかと思うと、その翌年には重慶が守護方につき、東郷氏と入来院氏が豊州方と結び祁答院氏を攻めるといった有様であった。
島津宗家の混乱は続き、永正5年（1508年）に守護の忠昌が自殺、その後継である嫡男忠治、次男忠隆も相次いで早世、さらにその後を継いだ14代勝久が薩州家よりの逼迫から守護職を伊作忠良（島津忠良）の嫡子貴久に譲ったかと思うと、今度は再び守護に返り咲こうとした。さらに薩州家の島津実久が守護にならんと企てたために、その三氏のいずれが守護となるかで島津氏はますます混迷し、渋谷一族や他の国人らも時に貴久方、時に実久方、時に勝久方と従う相手を変え、また時にこれらへ抗う有様であった。
天文4年（1535年）、島津勝久が島津実久により鹿児島を逐われ、12代重武を頼って姶良の帖佐城へ逃れて来る。重武は北原氏と共にこれを支援し鹿児島へ攻め入ったが、初戦こそ勝利したものの実久方の後詰に敗れて帖佐へ逃れた。以降、勝久は祁答院氏・北原氏・北郷氏と頼る先を転々とし、豊後国の大友氏を頼ると二度と薩摩国へ戻ることはなかった。

### 没落
その後、島津忠良・貴久父子が薩州家を従属させ、天文14年（1545年）に貴久が正式に幕府により守護に任官されるが、国人らはいまだ心服せぬ者が大概であった。天文23年（1554年）蒲生範清が守護島津氏に従う大隅国肝付氏の加治木城を攻撃、島津氏は蒲生氏の矛先を変えるべく岩剣城を攻撃する。これに13代良重は蒲生方に呼応、他に東郷氏・入来院氏・北原氏・菱刈氏も蒲生氏にくみしたがあえなく敗戦、この戦いで良重は長男の田中重経を失った。さらに翌年、貴久に帖佐城を攻められ、良重は姶良地方より撤退する始末であった。
そして永禄9年（1566年）、良重は寝屋にて自らの妻・虎姫により刺殺される。これにより祁答院氏は自力での領地経営が不可能となり、祁答院氏の家長である大井実勝・高城重治・久富木重全の三名の連判により、祁答院氏の領地は全て入来院氏13代重嗣に譲渡された。その入来院氏は永禄12年（1569年）12月28日に東郷氏と共に島津氏に降伏、以後は島津家臣となった。
また祁答院氏も良重次男（養子とも）重種、および日向国飫肥へ出奔していたのを島津義久に見出された三男重加が、共に島津家臣となり祁答院の家名を存続させた。また、島津義久により重加が嫡流と定められたが、重加に男子なく養子の重次が継ぎ、その重次にも男子なく養子の重房が継いだ。

## 歴代当主
1. 祁答院重保（初代、吉岡氏・恩馬氏・柏原氏を名乗る）
2. 祁答院重尚（養子、渋谷重直の子。吉岡氏を名乗る）
3. 祁答院重松（養子、初代重保の次男・惟重の子、または惟重の弟）
4. 祁答院行重（養子、大森頼郷の子）
5. 祁答院重実
6. 祁答院公重（平川城に住み、平川氏を称した）
7. 祁答院重茂（別名は重氏）
8. 祁答院久重（重茂の三男（または重茂の弟）である延重の子）
9. 祁答院徳重
10. 祁答院重慶（別名は重度）
11. 祁答院重貴（別名は重隆）
12. 祁答院重武
13. 祁答院良重（妻・虎姫により刺殺される）
14. 祁答院重加（良重の三男、島津義久により後継と定められる）
15. 祁答院重次（養子、本田親紀の嫡子）
16. 祁答院重房（養子、谷山重政の子）